# 안드레아 펠레그리니
안드레아 펠레그리니(덴마크어: Andrea Pellegrini, 1975년 11월 7일 ~ )는 덴마크의 오페라 가수(메조소프라노)이다.